# Pozsonyi Magyar Szakkollégium
A Pozsonyi Magyar Szakkollégium (PMSz) egy egyetemi oktatáson felüli tudást nyújtó, Pozsonyban székelő intézmény, amelyet annak diákönkormányzata és a vezetőség irányít. A szakkollégium 2016 szeptemberében kezdte működését Mózes Szabolcs igazgatóval, és Kovács Balázs tanulmányi vezetővel az élen. A szakkollégium jelenlegi igazgatója Voda Zsófia, tanulmányi vezetője pedig Jablonský Benjámin.
A Pozsonyi Magyar Szakkollégium abban tér a szokásos szakkollégiumoktól, hogy az összekötő kapocs a tagság között nem egy azonos szakterület, hanem a pozsonyi magyarajkú ifjúság.

## A szakkollégium működése
A szakkollégium jövőjéről a diákönkormányzat hoz döntéseket a vezetőség felülvizsgálatával és beleegyezésével. A diákönkormányzat tagja minden szakkollégista, élén az alelnök(ök) és a diákelnök áll. A vezetőséget alkotja az igazgató, aki az adminisztratív jellegű feladatokat, illetve a diákönkormányzat munkájának felülvizsgálatának feladatát látja el. A tanulmányi vezető a szakkollégiumi kurzusok, nyelvkurzusok és előadások lebonyolításáért felel, a diákok teljesítményét ellenőrzi és segíti.
A tanulmányi tanács a szakkollégium minőség-ellenőrzéséért, valamint a tanulmányi program összeállításáért felelős szerv. Tagjait a szakkollégiumot fenntartó alapítvány kuratóriuma választja. Az alapítvány vezető szerve a kuratórium, melynek tagjait három évre választják.

## A szakkollégium tevékenysége

### Kurzusok
A szakkollégium célkitűzései közé tartozik, hogy egy objektív világképet, és a jövőben felhasználható tudást, készségeket és képességeket nyújtson a tagjai számára. Szemeszterenként minden diák egy vagy két kötelező kurzuson vesz részt (lásd a kurzusok mintatervét itt). Első évfolyamban a retorika és vitakultúra kurzusok hozzájárulnak, hogy a diák a továbbiakban erős érvekkel tudjon önálló véleményt alkotni, illetve képes legyen színvonalas beszéd létrehozására.

### Előadások
A szakkollégiumi tevékenységek közé tartoznak az előadások, amelyek nem csak a szakkollégisták, de a nyilvánosság által is látogatható események. Egy-egy tudomány vagy téma szakértői tartanak előadást az általuk ismert témákban, és aktuális kérdésekre keresnek, illetve adnak választ. Ilyen események voltak például Michal Truban "Hogyan vállalkozzunk sikeresen" c. előadása, Marek Vagovič újságíróval való beszélgetés, vagy Demkó Attila előadással egybekötött könyvbemutatója.

### Publikációk és kutatások
A szakkollégiumi diákok saját területükhöz kapcsolódóan publikálnak egy-egy cikket vagy tanulmányt. Közös szakkollégiumi kérdőíves kutatást legutóbb 2018-ban sikerült kiértékelni, amely a szlovákiai magyar diákok továbbtanulási preferenciáit (jelentés itt) Archiválva 2020. június 6-i dátummal a Wayback Machine-ben vizsgálta.

### Munkacsoportok tevékenysége
A szakkollégium diáksága különböző munkacsoportok céljainak megvalósításában vehet részt. A propagációs és felvételi munkacsoport a szakkollégium népszerűsítését, felvételi menetének megszervezését biztosítja. A média munkacsoport a közösségi média platformjain végezendő munkákat látja el, mint például a Facebook vagy Instagram aktuális tartalommal való feltöltése. Ő feladatuk a képek és videók biztosítása egy-egy eseményhez, illetve cikkek leközlése és továbbítása a megfelelő orgánumokhoz. A közösségi élet munkacsoport a nevéből adódóan közösség szórakoztatásáért, események megszervezéséért felel, fő rezortjuk a filmklubok, játékestek lebonyolítása.

### Pozsonyi Szakkollégiumi Találkozó (PSZT)
A PSZT egy össz-szakkollégiumi találkozó, amelyen minden magyarajkú szakkollégista részt vehet. Általában kétnapos program várja az érdeklődőket: az első napon (pénteken) ismerkedős játékok és szabad program, második napon városnézés, illetve kulturális és szakmai előadások állnak rendelkezésre. A részvétel ingyenes, a programokat, szállást, ételt és előadókat a szakkollégium biztosítja.

## Felvételi eljárás
A felvételi eljárás minden év legkésőbb május utolsó hetéig nyílik meg. Felvételt nyerhet minden, pozsonyi egyetemen tanuló első vagy másodéves Bc-képzésben részt vevő 25 év alatti hallgató, de az adott évre felvételt nyert hallgatók (jövendőbeli elsősök) is jelentkezhetnek.
A felvételi egy írásbeli és szóbeli fordulóból áll. Az írásbeli fordulóban egy Google Űrlapot kell kitöltenie a jelentkezőnek, amiben felvételre kerülnek a kapcsolattartási adatait, megválaszol hat kérdést, amelyben kifejti a véleményét, és teljesíti az esszéírási feladatot. Emellett egy motivációs levelet is meg kell írnia, amelyben kifejti miért szeretne a szakkollégium tagja lenni.
A szóbeli fordulóra rendszerint júliusban kerül sor egy szombati napon, amelyre az írásbeli fordulóban jól teljesítő diákok jutnak tovább. Ez két feladatból áll: az első feladat egy csoportos feladat, a második pedig az egyéni interjú, amely egy állásinterjúhoz hasonlít. Itt a motivációkról, eredményekről, jelentkezőről érdeklődik a felvételi bizottság.

## Szolgáltatások
Minden diák számára kétszemélyes szobák érthetők el saját fürdőszobával és konyharésszel, mindezek felszerelve ágyneműkkel és konyhai eszközökkel. Emellett lehetőség van a kollégiumban mosni, nyomtatni és fénymásolni. A szakkollégium rendelkezik laptopokkal is, amelyet bizonyos időre vagy feladatra a diák használhat. A szakkollégiumi könyvtár rendelkezik a kurzusokhoz szükséges kiegészítő tudást nyújtó könyvekkel, illetve egy-egy kortárs és klasszikusok művei is megtalálhatóak. A diákok minden évben elkészíthetik a kívánságlistájukat, amelyre azok a könyvek kerülnek fel és kerülnek később megvásárlásra, amelyek szükségesek a tanulmányaikhoz és a további évfolyamok számára is hasznosak lehetnek. A kötelező kurzusok mellett megfelelő számú érdeklődő mellett nyelvkurzusok is nyílnak, eddig összesen három - angol, német és szlovák - nyelvkurzus zajlott.